# 河本将
河本 将（こうもと まさ、1915年（大正4年）4月12日 - 没年不詳）は、日本の女性ファッションデザイナーである。本姓は山崎。

## 経歴・人物
京都にて河本大作の長女として生まれる。後に上京し桜蔭高等学校卒業後、伊東茂平に師事し洋裁を学んだ。1941年（昭和26年）に鐘淵紡績（後のカネボウ、現在のクラシエホールディングス）に入社し、同社が製造・販売するディオールの商品開発を担当し、使用普及に貢献した。
1967年（昭和42年）に退社後はフリーランスとしての活動を開始し、後に自身が主催するファッションショーの開催を始める。1975年（昭和50年）には当時イギリス国王であったエリザベス2世の専属デザイナー・ハーディー・エイミス日本銀座店の店長を務めた。